# Вера Јоцић
Оливера Вера Јоцић (мкд. Oливера Верa Јоциќ; Београд, 21. август 1923 — Саса, код Македонске Каменице, 22. мај 1944) била је учесница Народноослободилачке борбе и народни херој Југославије.
Одрасла је у селу у Синђелић, код Скопља, а школовала се у Скопљу. У гимназији се укључила у омладински револуционарни покрет и постала члан Савеза комунистичке омладине (СКОЈ). Након окупације је са породицом прешла у Ниш, а одатле у Ваљево, где се са сестрама Видом и Радом укључила у Народноослободилачки покрет (НОП). Била је у Ваљевском партизанском одреду, где је као специјални курир одржавала везу између Штаба одреда и Окружног комитета КПЈ. Октобра 1941. примљена је у чланство Комунистичке партије (КПЈ).
Јуна 1942. из ваљевског краја је прешла у Ниш. Овде се запослила у Фабрици дувана, где је била секретар партијске ћелије КПЈ. Активно је радила на организовању радника у вршењу саботажа и диверзија. Након полицијске провале у Месни комитет, марта 1943, морала је да оде у партизане на Јастребац. Била је најпре у Јастребачком батаљону, а јуна 1943. је прешла на врањски терен у Други јужноморавски одред. Овде је била заменик политичког комесара Друге чете Другог врањског батаљона.
Почетком октобра 1943, на лични захтев прешла је у Кумановски партизански одред, где је била заменик политичког комесара Одреда. Када је фебруара 1944. формирана Трећа македонска ударна бригада, била је постављена за заменика политичког комесара Другог батаљона. Поред политичког рада у јединици, радила је са народом, а посебно на организовању жена.
За време Пролећне офанзиве, 1944. њена бригада водила је тешке борбе против бугарских окупационих снага у североисточном делу Македоније. У борбама вођеним, у току ове офанзиве, Вера је тешко рањена 20. маја 1944, код села Страцин, на Осоговској планини. Иако је тражила да је оставе, борци из бригаде су је рањену три дана носили на шаторском крилу, након чега је преминула у селу Саса, где је и сахрањена.
Дирнут њеном смрћу, њен друг и саборац, књижевник Ацо Шопов написао је песму Очи и посветио је Вери. Њена рођена сестра Вида Јоцић била је позната српска и југословенска вајарка.
За народног хероја проглашена је 20. децембра 1951. године.

## Биографија
Рођена је 21. августа 1923. у Београду. Њена породица потиче из Новог Сада, где је живела до Првог балканског рата 1912, када је њен деда Ђура Јоцић одлучио да напусти Аустроугарску и оде да живи у Краљевини Србији. Најпре је отишао сам, а потом је продао неколико салаша и кућа у Темеринској улици у Новом Саду и са породицом — супругом Катицом, синовима Ђоком, Тодором, Младеном и ћеркама Драгињом и Аном — се преселио у новоослобођене крајеве Старе Србије. Дошли су до Скопља и у оближњем селу Асанбегово купили велико имање и кућу. Такође, Ђура Јоцић је у Скопљу у Јеврејској махали, од једног бега, који се спремао да се одсели у Турску, купио велику кућу на спрат. Живот породице Јоцић, у новом дому у Скопљу, прекинуо је почетак Првог светског рата 1914, када су се Ђура и његова три сина, као добровољци пријавили у Српску војску. Ратне страхоте успела су да преживе сва четворица, с тим што је Тодор остао инвалид без ноге, док је Ђока убрзо по завршетку рата умро од задобијених рана.
У селу Асанбегово, које је након Првог светског рата названо Синђелићево, одмах поред куће Јоцића налазила се зграда основне школе, у којој је радила учитељица Наталија Ђермановић, родом из Београда. Наталија је била млада учитељица и са великим ентузијазмом је приступила просветитељском раду. Настојала је да разбије конзервативна схватања о томе да женска деца треба да седе код куће и помажу мајкама и залагала се да почну да похађају школу. Она се овде упознала са Ђуриним сином Младеном, па су се убрзо потом венчали. Прва ћерка, којој су дали име Видосава Вида, родила им се 24. јуна 1921. у Скопљу. Након две године, у Београду им се родила друга ћерка, којој су првобитно дали име Драгиња, по Младеновој сестри. Ипак, приликом крштења, она је од кума добила име Оливера. Укућани су наставили да је зову Драгиња, а она је касније остала упамћена као Вера, како су је звали када је одрасла. Године 1925. родила им се и трећа ћерка, којој су дали име Радмила Рада. Шест месеци након порођаја, Наталија је умрла од запаљења слепог црева. После супругине смрти, Младен се поново оженио и у браку са Ангелином Гином, рођеном Продановић, родом из Ваљева, добио је још двоје деце — Станоја и Гордану. Још док је била жива, прва Младенова супруга Наталија прихватила је дечака Алију Авдовића, једног од неколико деце сеоског хоџе, који је временом постао део породице Јоцић, а сестре Јоцић су га волеле и сматрале за брата.

### Школовање и почетак политичке активности
Након мајчине смрти, најстарија ћерка Вида отишла је код њених родитеља у Београд, где је започела основну школу. За време школских распуста, које је проводила у Скопљу и Синђелићеву, Вера се интересовала за њене књиге и тражила је од сестре да јој објашњава слике и чита текстове. Вера је основну школу завршила у родном месту, а након тога је уписала Женску гимназију „Краљица Марија” у Скопљу. Овде је становала са старијом сестром Видом, која је након смрти бабе дошла у Скопље, где је наставила школовање. Када је 1935, најмлађа Радмила завршила основну школу, прешла је и она у Скопље, а са њом је дошла и очева мајка, баба Катица. Како би све четири становале заједно, изнајмиле су стан, пошто су породичну кућу у Скопљу продали још раније услед последица велике економске кризе. Отац Младен се бавио земљорадњом, а посебно се занимао за производњу дувана. Касније се запослио, најпре у Фабрици дувана, а потом у Задрузи за откуп дувана у Скопљу, али је након њене пропасти остао без посла. Породица је тада запала у тешку финансијску ситуацију, која се продубила након Младенове трагичне смрти новембра 1938. године. Како су у време очеве смрти, све три сестре Јоцић биле малолетне, њихов ујак Градимир Ђермановић им је постао старалац. Он је успео да им издејствује да примају мајчину пензију, али како она није била довољна, Вера је почела да слабијим ученицима даје приватне часове из математике и српскохрватског језика.
У току гимназијских дана, велики политички утицај на сестре Јоцић остварио је њихов „старији брат” Алија Авдовић, који се као учесник Велике медресе у Скопљу, а касније као студент Филозофског факултета у Скопљу, који је био део Универзитета у Београду, прикључио омладинском револуционарном покрету и постао комуниста. Пошто се бавио књижевношћу, сестрама је давао на читање књиге — Мати од Максима Горског, Како се калио челик од Николаја Островског, Гвоздену пету од Џека Лондона и др. Трудио се да код њих развије смисао за књижевност и уметност, посебно јер су имале смисла за сликарство и литературу. Како је брзо прихватила марксистичке и комунистичке идеје, Вера је настојала да ради на њиховом ширењу међу својим школским друговима у гимназији. Како је била одлична ученица и веома активна у литерарној секцији, а притом се сама старала о себи и зарађивала за живот, код својих другарица је имала велики ауторитет, који је искористила за политичку активност. Почетком 1941, као једна од најактивнијих омладинки у скопској гимназији била је примљена у чланство тада илегалног Савеза комунистичке омладине Југославије (СКОЈ). Крајем марта 1941. Вера је активно учествовала у демонстрацијама у Скопљу против приступања Југославије Тројном пакту. Предводила је групу ученица Женске гимназије, а учествовала је и у сукобу демонстраната са жандармеријом, када је добила неколико удараца пендреком преко леђа.

### У Ваљевском партизанском одреду
У току краткотрајног Априлског рата, 1941. Бугарска армија је окупирала највећи део Вардарске Македоније и јужне Србије и припојила га Краљевини Бугарској. Након окупације, бугарски фашисти отпочели су са прогоном Срба, па је породица Јоцић морала на напусти Скопље. Крајем маја или почетком јуна 1941. Вера је са сестрама Видом и Радмилом, бабом Катицом и стрицем Тодором отишла у Ниш, где су изнајмили стан у сутерену једне куће у Јагодин мали. Нешто касније, овде им се придружила маћеха Ангелина са децом Станојем и Горданом. Како у малом стану није било довољно места, сестре Јоцић су из Ниша, преко Београда, отишле у Ваљево, код рођака њихове маћехе. Овде су се повезале са Димитријем Дишом Кољковићем, који је био секретар СКОЈ-а у Техничкој школи и преко њега се укључиле у илегални партијски рад. Он им је убрзо нашао једну просторију за становање у кругу млина, а помагао им је и преко партијске самопомоћи. Поред Дише, сестре су сарађивале и са Милицом Павловић Даром, чланицом Окружног комитета КПЈ за Ваљево и учествовале у преношењу муниције и оружја.
Крајем августа 1941, сестре Јоцић су напустиле Ваљево — Вера је отишла у Ваљевски партизански одред, а Виду и Раду је Штаб одреда послао у Бајину Башту, где су радиле у партизанској радионици одеће и обуће. У Штабу Ваљевског одреда, Вера је најпре радила у одељењу за Агитацију и пропаганду (Агитпроп), а када је децембра 1941. Диша Кољковић био постављен за обавештајног официра, Вера је постала једна од његових специјалних курира. Веома успешно је обављала ову дужност — пресвлачила се у сељанку и заједно са другим сељанкама, неопажено одлазила у Ваљево и на тај начин одржавала везу између Окружног комитета КПЈ и Штаба одреда. Пошто Вера није била са овог терена, полицијски агенти је нису могли препознати, па јој је Кољковић поверавао најтеже задатке, јер су ваљевска полиција и Гестапо упорно покушавали да открију партијске курире и њихове јавке. Вера је у Одреду, октобра 1941. била примљена у чланство Комунистичке партије Југославије (КПЈ).
Након Прве непријатељске офанзиве и повлачења главнине партизанских снага у Санџак и Босну, крајем 1941. и почетком 1942, Ваљевски партизански одред нашао се у тешкој ситуацији, непрекидно гоњен од стране четника Косте Пећанца, Српске државне страже и Немаца. Марта 1942, део Ваљевског одреда донео је одлуку да се пребаци у Босну, а због веома напорног и опасног пута, одлучено да све другарице остану на ваљевском терену. Кољковић је Веру тада оставио на вези са Живорадом Витомировићем, гимназијалцем из Златарића, који јој је касније њој и њеној млађој сестри Радмили набавио документа, са којима су јуна 1942. отишле у Ниш. Њихова старија сестра Вида била је у ваљевском крају заробљена и потом заточена, најпре у логору Бањица, а потом у логору Аушвиц, одакле се вратила након завршетка рата.

### Илегални рад у окупираном Нишу
Након доласка у Ниш, Вера се преко маћехе Ангелине, запослила у Фабрици дувана, где се одмах повезала са нишком партијском организацијом, која је била знатно ослабљена хапшењем појединих другова, па је њеним доласком добила велику помоћ, јер је била постављена за секретара партијске ћелије у фабрици. Своје партијско искуство, стечено у Ваљеву, обимно је користила у раду, па је у фабрици, поред контроле настојника и појединих пословођа, успела да организује партијску мрежу. Одржавала је појединачне састанке, обилазила одељења и обавештавала људе о ситуацији у фабрици, граду и земљи. На истој машини, за паковање цигарета, заједно са њом радио је радник Дока Лазаревић, који је био велики присталица Љотићевог покрета „Збор”. Ипак, Вера је успела да преко њега сазна поједине информације. Њеним радом унета је живост у рад партијске и скојевске организације, као и међу симпатизере Народноослободилачког покрета (НОП), након хапшења истакнутих партијских активиста. У фабрички круг, поново су почели да се уносе партијски леци и остали материјали, а поједини радници саботирали су рад у производњи — неки су убацивањем песка у машине изазивали кварове, а други су подешавали машине тако да цепају цигарет-папир.
Почетком 1943. Месни комитет КПЈ за Ниш покушавао је да успостави везу са неким бугарским војницима и официрима, како би међу њима стекао присталице Народноослободилачког покрета и од њих добијао одређене информације. Приликом тих покушаја, крајем фебруара 1943, ухапшен је Миша Обрадовић Зоран, секретар Месног комитета КПЈ за Ниш. Током истраге у полицији, он је пристао на сарадњу и открио све чланове Месног комитета, након чега је обучен у бугарску војну униформу, водио бугарске официре од стана до стана и проказивао своје сараднике. Пошто је Вера, као секретар партијске ћелије у Фабрици дувана, одржала везу са Месним комитетом КПЈ, али и лично познавала Обрадовића, постојала је могућност да и њу открију и ухапсе, због чега је прешла у илегалност. Напустила је посао и није одлазила кући, већ је боравила у становима партијских другова и симпатизера. Како је њен даљи боравак у Нишу био онемогућен, морала је заједно са групом другова, међу којима је била Даница Николић Лала, студенткиња Пољопривредно-шумарског факултета и члан Месног комитета КПЈ за Ниш, почетком марта 1943. да напусти Ниш и оде на Јастребац у партизане. Током боравка у Нишу, Веру су, јер је дошла из Ваљева, звали Вера Ваљевка, а касније у партизанима на југу Србије су је звали Вера Скопљанка и Вера Шиптарка.

### Са партизанима на југу Србије
Доласком на Јастребац, Вера је ступила у Трећи јастребачки батаљон Првог јужноморавског партизанског одреда и учествовала у акцијама које је он изводио. Како су ове акције угрожавале саобраћај на прузи Београд—Ниш—Врање, окупатор је почетком маја 1942, заједно са јединицама Српске државне страже (недићевци) предузео напад на Јастребачки батаљон. Вештим маневрисањем по Јастрепцу, као и успешним борбама, партизански батаљон је, подељен на чете, успео да избегне непријатељске снаге, чиме је овај напад пропао. Јуна 1943, Вера је прешла у Други јужноморавски партизански одред, који је био формиран почетком марта 1943. године. Овде је распоређена у Други батаљон, где ју је политички комесар батаљона Душан Девеџић Жика поставио за заменика политичког комесара Друге чете. Као секретар партијске ћелије у чети, била је и члан батаљонског партијског бироа. Након што је упознала прилике у батаљону, који је деловао у долини реке Пчиње, добила је задатак да прихвата нове борце, који су долазили из околних села, као и да ствара омладинске организације у четама Другог батаљона. Нови борци били су углавном неписмени и нису много знали о циљевима Народноослободилачког покрета (НОП), па је Вера међу њима политички деловала, али радила и на њиховом описмењавању.
Продор партизана у рејон Пчиња—Козјак, током јуна и јула 1943, угрозио је комуникацију Ниш—Скопље, па су Немци, како би обезбедили ову комуникацију и онемогућили дејство партизанских јединица, захтевали од Бугара да допреме додатне окупационе снаге, које су требале да смене немачку дивизију, која је пребачена у Грчку, због страха од евентуалног савезничког искрцавања. Одмах по доласку бугарских снага, оне су крајем лета 1943. отпочеле напад на слободну територију у Црној Трави и Лужници, као и у рејону Пчиња—Козјак. Штаб Другог јужноморавског одреда је 15. септембра 1943, заједно са Ударним и Другим батаљоном, стигао изнад Трговишта, где је био стациониран гарнизон бугарских полицајаца и извршио напад. Бугари су пружали жесток отпор, а након вишечасовне борбе, партизани су се услед доласка бугарског појачања морали повући. Сутрадан, бугарски полицајци, који су имали 9 мртвих и 12 рањених, напустили су Трговиште и отишли у Врање. У овој борби, као и у уништењу окупаторских посада у околним селима, посебно се истакла Вера Јоцић, па се за њу заинтересовао Љупчо Арсов, делегат Повереништва Главног штаба НОВ и ПО Македоније за Пету оперативну зону, који се налазио у Штабу Дугог јужноморавског одреда. Крајем септембра, у Штаб одреда дошао је Методије Котевски Слободан, кога је Вера познавала из гимназијских дана из Скопља. Од њега је тада по први пут чула о дешавањима у Скопљу и његовој околини, као и о дејствима Другог кумановског партизанског одреда, који је водио борбе под Козјаком и Скопском Црном Гором, након чега је изразила жељу да пређе у Кумановски одред. Котевски је након тога разговарао са Васом Смајевићем, чланом Окружног комитета КПЈ за Врање, који је допустио Вери да оде у Македонију.

### У Кумановском партизанском одреду
Крајем септембра 1943. Штаб Другог јужноморавског одреда упутио је своју Другу чету на Скопску Црну Гору, како би тамо успоставили везу са партизанима са Косова и из Македоније. Заједно са овом четом, између осталих пошли су Љупчо Арсов, Доне Филипов, Огла Арсова и Вера Јоцић. Доласком на Скопску Црну Гору, неуспешно су покушали да успоставе контакт са косовским партизанима, али су их у томе омели сукоби са локалним албанским четама. Након тога, они су успоставили везу са Другим кумановским партизанским одредом, са којим су се срели 9. октобра у селу Думановце. Већ сутрадан, делегат Главног штаба НОВ и ПО Македоније Љупчо Арсов извршио је реорганизацију Другог кумановског одреда у Скопско-кумановски партизански одред, за чији је терен деловања била одређена Скопска Црна Гора и линија Куманово—Кратово—Крива Паланка. Одред је био подељен на две чете, а за руководство Друге чете „Цветан Димов” били су одређени — Доско Величковски Молер за командира, Ванчо Велин Гоце за заменика командира, Методије Котевски Слободан за политичког комесара и Вера Јоцић за заменика политичког комесара.
Код села Бродец, Скопско-кумановски партизански одред је 13. октобра 1943, заједно са Другом четом Другог јужноморавског одреда и једном десетином Шарпланинског партизанског одреда, водио борбу против бугарског полицијског одреда и албанских чета. Након борбе, партизани су се повукли у правцу манастира Матејче. На овом путу, у сукобу са албанским четама, партизан Шарко је био рањен у ногу, а како није могао да се креће, другови су га носили. Вера је учествовала у његовом ношењу и док су остали борци смењивали, она није хтела. Како је била нова у Одреду, желела је да се докаже и да осталим борцима покаже да, иако је женско, може да поднесе све ратне напоре. Истовремено је храбрила гладне и уморне борце, који су негодовали што се крећу по беспућима Скопске Црне Горе. Након разматрања ситуације на терену, Штаб одреда је донео одлуку да напусти простор Скопске Црне Горе и да се Друга чета „Цветан Димов” пребаци на Козјак, где се 27. октобра 1943. код села Врачевце повезала са Првом четом „Киро Фетак”, којом је командовао Христијан Тодоровски Карпош. Тада је било именовано ново руководство Одреда — Карпош је постао командант одреда, Андон Филиповски Доне политички комесар и Вера Јоцић заменик политичког комесара одреда.
Након што су се бугарски полицајци из Жегљана повукли ка Куманову, партизански одред је за свега неколико дана успео да створи слободну територију, која се протезала од села Војника, Страцина, Ћупиног Брда, планине Коћуре на северу и планине Рујен на западу, а преко Бесне Кобиле, на северу, била је остварена веза са слободном територијом црнотравских партизана. Одмах по стварању слободне територије, отпочело се са активним политичким радом на терену. На Верин предлог, 7. новембра 1943. организована је прослава годишњице Велике октобарске социјалистичке револуције, која је одржана у селу Враготурце. Након тога су по селима били организовани зборови на којима су окупљеном народу о циљевима Народноослободилачког покрета и значају Народноослободилачке борбе говорили политички руководиоци, међу којима и Вера. Њена активност највише се огледала у раду са женама, којима је говорила о борби за равноправност жена, добијања права гласа и др.

### У Кумановском партизанском батаљону
Услед прилива нових бораца у Одред, Штаб Пете оперативне зоне Главног штаба НОВ и ПО Македоније је 1. децембра 1943. извршио реорганизацију Скопско-кумановског одреда и од њега формирао Први кумановски партизански батаљон „Јордан Николов”, који је на дан формирања имао 106 бораца сврстаних у три чете. Руководство батаљона су чинили — командант Христијан Тодоровски Карпош, заменик команданта Антон Филиповски Даме, политички комесар Томо Софрониевски Јосиф и заменик политичког комесара Вера Јоцић. Формирање батаљона извршено је у селу Пелинце, у присуству члана Главног штаба Љупче Арсова, пред ким су нови борци батаљона положили заклетву. Како би се што ефектније политички радило са новим борцима, Штаб батаљона је на иницијативу Методија Котевског и Вере Јоцић покренуо батаљонске новине, које су у почетку писане ручно.
Јачање партизанских снага и ширење њихове територије на Козјаку и горњем току Пчиње, узнемирило је припаднике четничког покрета Драже Михаиловића, односно њиховог Првог вардарског (козјачког) корпуса, који су отпочели са припремом офанзиве на партизане. Обавештен о четничким плановима, Штаб батаљона донео је одлуку да Први кумановски партизански батаљон пређе у село Дренак, одакле би бранио слободну територију. Ту је 9. октобра 1943. дошло до сукоба између партизанског Кумановског батаљона и четничког Козјачког корпуса, јачине око 500 бораца. У току вишечасовне борбе, иако малобројнији, партизани су успели да разбију четнике и одбаце их ка селу Арбанашко, наносећи им губитке од око 20 мртвих и 30 рањених, док су партизани имали 8 мртвих и 6 рањених. Приликом повратка на Козјак, батаљон је обилазио околна села, где су одржавани зборови, а том приликом партизанима је приступило нових 35 бораца. Бугарске окупационе снаге су у појединим селима Которлака наоружавале сељаке ради борбе против партизана, али их је батаљон разоружао и на тај начин се снабдео оружјем. Током ове акције, вођене су борбе против бугарских окупационих снага и албанских чета.
Почетком јануара 1944, бугарски окупатор је покренуо офанзиву против партизанских снага на Козјаку. У почетку је батаљон маневрисањем на терену, успевао да избегне борбе са бројнијим бугарским снагама, а 13. јануара код села Пелинце је успео да направи заседу и разбије бугарски полицијски одред јачине 120 бораца, наносећи му губитке од 15 мртвих, 9 рањених и 17 заробљених. Почетком фебруара 1944. Први кумановски батаљон је од стране Оперативног штаба био упућен у село Биљачу, код Бујановца, где је заједно са Ударним батаљоном Другог јужноморавског одреда 7. фебруара извршио напад на бугарски полицијски одред, јачине око 150 бораца. Полицајци су се утврдили у згради основне школе, одакле су пружали жесток отпор па је борба вођена и наредне ноћи. Како је у току борбе, приликом поправке минобацача, погинуо командант батаљона Христијан Тодоровски Карпош, напад је обустављен и партизани су се повукли. Како је још за живота стекао углед великог јунака, његова смрт погодила је све борце Кумановског батаљона, а посебно Веру, која је са њим сарађивала у Штабу батаљона приликом доношења важних одлука. Одмах након Карпошеве сахране у селу Себрату, батаљон је упућен на југ у сусрет Главном штабу НОВ и ПО Македоније, који је по наређењу делегата Врховног штаба НОВ и ПОЈ Светозара Вукмановића Темпа кренуо на Козјак, где је требало да се створи нова слободна територија.

### У Трећој македонској бригади
Како је Први кумановски батаљон „Јордан Николов” нарастао на преко 220 бораца, наредбом Главног штаба за Македонију 22. фебруара је реорганизован и подељен на два батаљона — Први кумановски ударни батаљон „Христијан Тодоровски Карпош” и Други кумановски батаљон „Јордан Николов”. У Штаб Првог ударног батаљона били су именовани — Андон Филипов Доне за команданта, Стојан Тодоровски Ларго за заменика команданта, Методије Котевски Слободан за политичког комесара и Вера Јоцић за заменика политичког комесара. Свега пар дана потом, одлуком Главног штаба за Македонију у селу Жегљане је 26. фебруара 1944. формирана Трећа македонска ударна бригада, у које је поред Првог и Другог кумановског батаљона ушао и Битољско-преспански батаљон „Стив Наумов”. Свечаности формирања бригаде присуствовали су и борци Косовског партизанског батаљона, Другог јужноморавског одреда и бугарског партизанског батаљона „Христо Ботев”, укупно око 700 бораца. У пратњи команданта бригаде Тихомира Милошевског, командант Главног штаба НОВ и ПО Македоније Михаило Апостолски извршио је смотру бораца и прочитао им наредбу о формирању бригаде, а након њега борцима се обратио делегат Врховног штаба НОВ и ПОЈ Светозар Вукмановић Темпо.
Истог дана по формирању бригаде, сви присутни борци су се заједно са члановима Главног штаба и Централног комитета КП Македоније, упутили ка манастиру Прохор Пчињски, где је сутрадан 27. фебруара 1944. одржано саветовање са свим војним и политичким руководиоцима бригаде, батаљона и чета, као и представницима органа народне власти. Као заменик политичког комесара Трећег батаљона и секретар партијског бироа у батаљону, Вера Јоцић је присуствовала овом саветовању на коме су између осталих присуствовали — Светозар Вукмановић Темпо, Михајло Апостолски, Страхил Гигов, Мара Нацева, Љиљана Чаловска, Веселинка Малинска и други. На саветовању се расправљало о војно-политичким приликама за даљи развој Народноослободилачке борбе у југоисточној Србији и североисточној Македонији, али и на Косову. Делегат Врховног штаба је све присутне упознао са тешким положајем снага Сила осовине на Источном фронту и северној Африци, као и одлукама Другог заседања АВНОЈ-а, а на крају саветовања је командном кадру партизанских снага дао задатак да разбију четнички Вардарски корпус, како би се формирала јединствена слободна територија, која би обухватала подручје Куманово—Крива Паланка—Бесна Кобила—Врање.
Одмах по завршеном саветовању, у току ноћи 27/28. фебруара партизанске патроле су утврдиле да су се четничке снаге скупиле у околини села Претина, Спанчевац, Бараљевац и Сејаце. Пошто су сматрали да је намера четника да нападну партизане док су још у манастиру, партизанско руководство је донело одлуку да се овај напад предупреди изненадним нападом. У зору 29. фебруара 1944. партизанске снаге, подељене у две групе, код села Сејаце су извршиле напад на четнички Први вардарски корпус. Након вишечасовне борбе, четничке снаге, јачине око 800 бораца, биле су потпуно разбијене — погинуло је и заробљено око 100 четника, а приличан број њих се приликом бекства подавио у набујалој Пчињи. Група од око 50-60 четника успела је да се пребаци на Кукавицу, где се повезала са другим четничким снагама, док је око 50 мобилисаних четника приступило партизанима. Разбијањем овог корпуса Југословенске војске у отаџбини, четници су престали да организовано делују на врањско-кумановском подручју све до краја рата. После разбијања четничких снага, партизани су обишли села северно од Козјака, Широке и Рујен планине, која су била под четничким утицајем. Тада су сељацима држани зборови на којима је говорено о циљевима Народноослободилачког покрета, улози Равногорског покрета и њиховим везама са окупатором.
Половином марта 1944, борци Треће македонске ударне бригаде су се спустили са Рујена и стигли у у Биљачу. Овај покрет узбунио је бугарске окупационе снаге, јер су се партизани значајно приближили главном путу и железничкој прузи, који су повезивали Ниш и Скопље. У току ноћи 15/16. марта бугарске снаге извршиле су напад на партизане, који се наставио током читавог наредног дана. Вера се тада налазила у позадини и са једном четом имала задатак да обезбеђује Рујен, као доминантан врх и да не допусти да га непријатељ заузме. Како је део бугарских снага одлучио да партизанима дође са леђа, наишао је директно на положај Верине чете. Када се непријатељ довољно приближио, Вера је командовала напад. Изненађени Бугари били су брзо разбијени и морали су се повући. Недуго потом пристигле су нове бугарске снаге из Куманова и Врања, па су се и партизани морали повући, након чега су се бугарске снаге вратиле у своје гарнизоне. Након неколико дана одмора, Трећа македонска бригада и Косовски батаљон добили су задатак да у ноћи 27/28. марта 1944. изврше напад на железничку станицу Ристовац, која се налазила на прузи Београд—Скопље—Солун и била веома важна тачка за окупационе снаге. Задатак Вериног Трећег батаљона у току напада био је непосредни напад на зграду железничке станице, уништење свих уређаја у згради, као и водоводне пумпе за снабдевање локомотива и других објеката, које су служиле бугарско-немачким окупационим војницима и службеницима. У току напада, борци Трећег батаљона успели су да изврше задатак, а у две блокиране зграде, иза железничке станице, успели су да убију 20 немачких и 30 бугарских војника, који су одбили да се предају. Овом приликом успели су да униште четири композиције са преко 100 вагона, као и седам локомотива. Пар дана након овог напада, 3. априла 1944. Трећа македонска бригада и Косовски батаљон извршили су напад на руднике у Пробиштипу и Добреву. У току овог напада, партизани су успели да минирају и запале електричну централу, главни лифт за спуштање рудара у јаме, зграду сепарације оловне руде и др, чиме је даљи рад рудника био онемогућен, а након напада се партизанима придружило око 120 рудара. Иако је напад прошао успешно, Вера је била веома тужна због смрти петоро својих другова, међу којима је био и Андон Филиповски Доне, са којим је сарађивала од доласка у Македонију.
У периоду од 12. до 25. априла 1944. Трећа македонска ударна бригада и Косовски партизански одред су се налазили на одмарању у селу Рамно, након чега су 25. априла извршили напад на Кратово. Након вишечасовне борбе, партизанима се предало 120 бугарских војника и официра, док су бугарске полицијске снаге пружале јак отпор и биле делом ликвидиране, а делом се разбежале. Том приликом бригада је запленила велику количину наоружања, муниције и друге војне опреме, након чега се повукла у правцу Осоговске планине.

### Рањавање и смрт у Пролећној офанзиви
Због наглог развоја јединица Народноослободилачке војске Југославије (НОВЈ) на подручју Македоније и њиховог појачаног дејства на бугарско-немачке посаде и комуникације, бугарски генерал-лајтнант Ваисил Бојдев, командант окупационих снага у Македонији припремио је офанзиву против партизанских снага на простору источне Македоније и јужног Поморавља, која је трајала од 25. априла до 19. јуна 1944. године. Ова офанзива, у којој су поред бугарских, учествовале немачке и мање албанске снаге, назива се Мајска или Пролећна офанзива. На јединице Треће македонске бригаде, Косовског партизанског одреда и Шесте и Седме јужноморавске бригаде нападале су знатно јаче и бројније снаге 14, 17. и 29. бугарске дивизије, због чега су се ове партизанске снаге морале повући на север, на подручје Црне Траве. Након неколико дана, Оперативна група, коју су чиниле Трећа македонска бригада, Косовски и Трнски одред, кренуле су на југ у правцу Козјака, али су се код села Црноштица спојиле са осталим партизанским снагама на Дукат планини, где су биле окружене јаким бугарским снагама.
У току ноћи 6/7. маја, партизанске снаге су уз велике напоре успеле да пробију непријатељски обруч и продру у Добро Поље. Како би избегле поновно окружење, Трећа македонска бригада, Шеста јужноморавска бригада и Косовска бригада водиле су тешке борбе против Бугара и успеле су да се преко бугарске територије и јужне Србије 17. маја пробију до Козјака. Како је план бугарских окупационих снага био да на овом подручју поново окруже партизанске снаге, руководство Оперативне групе НОВЈ донело је одлуку да се њене јединице усмере ка Осоговској планини, па је тада извршена реорганизација партизанских јединица и формирана Ударна група. У продору ка североисточном делу Македоније, Ударна група водила је оштре бобе против бугарских снага, од којих су највеће биле на Лисцу и Косматици, где је у једној од борби Вера Јоцић тешко рањена.
Током Пролећне офанзиве, Вера је као заменик политичког комесара Другог батаљона у Трећој македонској ударној бригади, учествовала у непосредним оружаним борбама, а упоредо је политички деловала окупљајући борце по четама. Храбрила је борце уверавајући их у победу, како би лакше поднели ратне напоре. Истакла се у многим борбама у току офанзиве, а посебно у јуришу бораца Треће македонске бригаде на бугарску коњицу у Знепољу, када су успели да Бугаре присиле на повлачење. Приликом кретања од Осогова према Плачковици, Ударна група се 19. маја зауставила у селу Орашец, на Герман планини, где су извиднице јавиле да непријатељске снаге наступају са свих страна. Како би се избегла борба на Герману, одлучено је да се јединице Ударне групе спусте коритом Ранловачке реке у долину Криве реке, а како их непријатељ не би открио, извлачење је извршено у највећој тишини.
У зору 20. маја партизанске снаге су се спустиле до села Ранковце, где су их изненадиле јаке бугарске снаге. У борби прса у прса, партизани су успели да разбију Бугаре и продуже у правцу села Опила, где су се прикупиле све партизанске снаге. Следећи задатак био је да се заузме веома значајан врх Лисац на Осоговској планини и док су се партизанске снаге прикупљале, Вера Јоцић, Страхил Гигов и Златко Биљановски појахали су коње и са двојицом пушкомитраљезаца кренули према Лисцу. Када су стигли до самог врха, на излазу из шуме, удаљеном око 500—600 метара, видели су бугарске полицајце, који су такође имали задатак да заузму врх. Након што су их приметили, многобројнији бугарски полицајци су у стрељачком строју кренули ка њима. Тада се развила огорчена борба, током које је опкољеној групи, пристигло појачање па су бугарске снаге биле принуђене на повлачење.
У поподневним часовима 20. маја, партизани су напустили Лисац и кренули према Кнежеву. Кретали су се шумским путем, а у једном тренутку на око 100 метара приметили су бугарске војнике, који су се припремали да нападну батаљон. Тада је избила борба, у којој су партизани приморали Бугаре да се повуку око километар дубље у шуму, где се налазила главнина бугарских снага. Током ове борбе, у близини села Страцин, Вера је тешко рањена у десну страну стомака, а рањену је са бојишта извукао борац Орде Кузмановски, након чега је била стављена на импровизована носила. Након примања вести о Верином рањавању дошао је командант Другог батаљона и обишао је. Он је борцима који су Веру носили рекао да је правац повлачења јединица Ударне групе ка селу Саса и да треба да је однесу тамо, како би могла да јој се пружи адекватна медицинска помоћ, јер јој је рана била само превијена.
Мала колона, која је била задужена за ношење Вере, услед неравног и тешког терена, није могла да држи корак са осталим борцима бригаде и почела је да заостаје. У току ноћи, приликом силаска низ стрмину, један од бораца се оклизнуо и Вера је пала са носила. Брзо су је подигли на носила и наставили даље. Током пута, Вера је другове молила да је оставе, јер је постојала могућност да их опколе Бугари, а није желела да они страдају због ње. Тек увече 22. маја 1944. стигли су у село Саса, код Македонске Каменице, где се већ налазио Штаб бригаде. Овде је доктор Мијовски прегледао Веру, али је она исте вечери упала у критично стање и преминула. Сахрањена ја сутрадан на сеоском гробљу.

## Народни херој
На рукама те свиту носисмо три дана,
срчани ти поглед бол и туга смлави,
и свака ми капља из твојих рана
капаше у срце као жар крвави.

   — из песме Очи Аце Шопова, 
Указом Президијума Народне скупштине ФНР Југославије, 20. децембра 1951, проглашена је за народног хероја Југославије. Била је тада прва жена народни херој, од укупно седам жена народних хероја из Народне Републике Македоније. Истог дана за народне хероје проглашено је још 13 погинулих партизанки, међу којима су биле — Олга Јовичић, Данила Кумар, Јелица Машковић Јеја, Лепа Радић, Радмила Шишковић и Милка Шобар.
Македонски песник и дипломата Ацо Шопов (1923—1982), који је био Верин саборац из Треће македонске ударне бригаде и један од бораца који су учествовали у њеном ношењу од Страцина до Сасе, дирнут Верином смрћу написао је песму Очи, која је први пут објављена 1946. године.
У Градском парку у Скопљу налази се спомен-биста Вере Јоцић, рад њене сестре вајарке Виде Јоцић, а у Македонској Каменици, налази се њен споменик, рад вајара Томе Серафимовског, а кога је 25. маја 1985 године свечано открио академик Михаило Апостолски. У селу Саса налазе се гроб и спомен-обележје Вере Јоцић. Такође, њена спомен-биста се налази у Кривој Паланци.
Њено име од 1975. носи Основна школа „Вера Јоцић” у Скопљу, која се налази у насељу Хиподром, на територији градске општине Гази Баба. Њено име данас носе улице у Скопљу, Македонској Каменици, као и једна улица у Врању.